# Droit pénal européen
Le droit pénal européen peut se définir comme un ensemble de législation et de jurisprudence pénales dans laquelle tant les cours nationales et la Cour de justice de l'Union européenne, les législatures nationales et le Parlement européen et les autres autorités et organes jouent un rôle. Il s'agit d'un système hybride qui implique le développement d'un système juridique européen.
Le droit pénal européen est un processus continu d'européanisation des droits pénaux nationaux. Cependant, il reste une compétence partagée de l'Union et de ses États membres, ainsi les normes sont formulées au niveau européen, mais leur mise en œuvre et leur exécution se fait au niveau national.

## Origine et contexte
Le droit pénal européen n'était pas un élément central du droit communautaire pendant les premières décennies d'existence de la Communauté. Il a émergé quand des règles et principes relatifs au droit pénal sont apparus.

### Prémices
Dès les années 1970, les premières tentatives de transfert de compétences pénales aux Communautés, notamment en créant des peines criminelles européennes, échouèrent. En 1979, le président français Valéry Giscard d'Estaing proposa la création d'un espace judiciaire qui fut, à son tour, rejeté (par un véto néerlandais).

### De Maastricht à Lisbonne
Le traité de Maastricht fit venir le droit pénal dans la sphère d'influence de l'Union. Ce fut toutefois le Conseil de l'Union européenne, pas la Commission, qui devint compétent. En effet, le droit criminel devint l'instrument de mise en œuvre du troisième pilier « Coopération policière et judiciaire en matière pénale ». Par ailleurs, la création de l'espace de liberté, de sécurité et de justice présuppose, conformément au premier paragraphe du préambule de la décision-cadre 2008/947, que « [les] États membres [doivent avoir] une compréhension des notions de liberté, de sécurité et de justice qui soit identique dans ses éléments essentiels et qui repose sur les principes de liberté, de démocratie, de respect des droits de l’homme et des libertés fondamentales, ainsi que de l’État de droit ».
La création de l'Office européen de lutte antifraude en 1999 entraîne le développement du droit pénal européen comme moyen de lutte contre la fraude.
En dépit de l’entrée de ces éléments, le troisième pilier n’était pas communautaire mais reposait purement sur un fonctionnement international (intergouvernemental). À l'origine, le troisième pilier ne faisait pas partie des éléments soumis à une obligation de mise en œuvre. Cependant, dans l'arrêt Procédure pénale contre Maria Pupino de 2005, la Cour de justice des Communautés européennes étendit l'obligation de mise en œuvre au troisième pilier sur la base de l'article premier du traité sur l'Union européenne et de la référence à « une union sans cesse plus étroite ». Puis en septembre de la même année, la Cour juge que, lorsque cela est nécessaire, l'Union a la compétence d'intervenir en matière pénale.

### Depuis Lisbonne
La fusion des piliers effectuée par le traité de Lisbonne a rendu applicable à tous les domaines de compétence de l’Union européenne les principes qui avaient été dégagé en droit du marché intérieur. Par ailleurs une forme d'harmonisation indirecte est apparue si un État choisit de s'assurer de l’application de normes européennes en criminalisant leur non-respect. L'effet d'harmonisation en matière pénale découle dans ce cas du principe de sincère coopération et de la capacité de la Commission à mener des actions contre l’État en cas de non application du droit pénal. Toutefois, cette harmonisation est indirecte et variable en fonction de la méthode de transposition des directives choisies par les États membres (Allemagne : droit civil ; Estonie : droit administratif ; Malte : droit pénal).
Le droit européen a aussi évolué du fait du principe de reconnaissance mutuelle de divers documents au sein des États membres, parfois sur la base d'une directive (tel que le permis de conduire), ou des décisions-cadres (tel que le mandat d'arrêt européen), ou de règles générales.

## Raisonnement et outils de mise en œuvre

### Nécessité d'un droit pénal européen
La nécessité d'une intégration et d'une harmonisation du droit pénal au niveau européen repose sur trois arguments, énoncés notamment par André Klip, professeur à l’université de Maastricht. Il distingue trois niveaux de motifs par lesquels intégration et harmonisation sont nécessaires :
- le niveau dit « macro » : selon ce motif, l'harmonisation est un objectif en soit et repose sur la logique que, dans le cadre de la construction européenne, une condamnation pour un fait équivalent ne peut pas être de 4 ans dans un pays, 6 dans l’autre ou ne pas exister dans un troisième. L'intégration pénale serait donc le fruit d'une nécessité découlant de l’intégration politico-économique. Par ailleurs, le niveau « macro » est également le motif justifiant l’action au niveau européen pour certains faits criminels dont la criminalité transnationale et plus spécifiquement le terrorisme. Ces activités dépassant par leur définition les frontières nationales font l'objet de discussion au niveau européen[10]. André Klip rejette toutefois l'idée selon laquelle le droit pénal est systématiquement limité par l’existence de frontières, qu'utiliseraient les criminels pour exercer les activités là où les sanctions sont les plus basses voire inexistantes, et qui justifierait donc un niveau d'harmonisation très poussée. En effet, selon lui, de tels comportements nécessiteraient une bonne connaissance des législations nationales et européennes par des groupes criminels alors que les citoyens normaux seraient confrontés à leurs seules législations nationales.
- le niveau dit « meso » (« moyen ») : selon ce niveau, combattre le crime de manière harmonisé est plus efficace et conduit à de meilleures normes juridiques. Cela signifie, en vertu du principe de subsidiarité prévu à l’article 5 du traité sur l'Union européenne, les problèmes (ici les crimes) européens sont mieux réglés au niveau européen qu'au niveau national.
- et le niveau dit « micro » : ce niveau ne repose sur aucun arguments particulier mais sur des besoins immédiats tels que la mise en place d'enquêtes conjointes, d'Eurojust, du Réseau judiciaire européen ou encore de bonnes pratiques.

### Droit dur et droit mou
Le droit dur faire référence aux normes légales en elles-mêmes. Dans le domaine du droit pénal européen, les normes doivent être mise en œuvre dans les systèmes nationaux des États membres créant ainsi des couches de législations. Les directives et décisions cadres contiennent, notamment lorsqu'elles ont des implications pénales, un délai de transposition en droit interne (généralement deux ans).
Le droit mou repose sur une action indirecte des institutions. Les choix exercés au niveau européen dans la définition de ce qui est considéré comme une infraction pénale ou non influence les politiques pénales mais également la façon dont sont menées les poursuites. Ainsi, la fraude au budget de l'Union européenne est, selon les institutions, un crime sérieux qui devrait être considéré de manière sévère par les États membres. Toutefois, ceux-ci étaient peu enclin à mettre cela en œuvre. En conséquence, l'Union a adopté certaines mesures législatives visant à la mise en œuvre et à l'emploi de personnes et de moyens pour lutter contre cela sans pour autant formuler la règle de droit elle-même, obligeant les États à agir et à définir eux-mêmes la règle de droit sous-jacente.

### Rôles des institutions
Dans le cadre du droit pénal européen, le Parlement européen est impliqué lors de l'application de la procédure législative ordinaire mais également dans le cadre d'une compétence d'approbation (cf. les éléments relatifs au droit primaire). En parallèle, les Parlements nationaux sont impliquées dans les discussions relative à l'espace de liberté, de sécurité et de justice, surveille les activités d'Europol et évaluent les activités d'Eurojust.
Le Conseil européen a un rôle de moteur politique de l'Union, définissant ses objectifs, notamment en droit pénal. Le Conseil européen a un rôle de contrôle, conformément aux articles 82 et 83. Il peut en effet être saisi par un des ministres siégeant au Conseil pour vérifier qu'une normes en cours d'adoption ne soit pas contraire aux « aspects fondamentaux [du] système de justice pénale [national] ».

### Niveau d'harmonisation
Selon André Klip, du fait de l'histoire du droit pénal européen, issu de l’ancien troisième pilier, le niveau d'harmonisation reste faible. Il identifie plusieurs raisons :
- l'aspect vague de certaines dispositions résultant des choix politiques fait au niveau européen entraîne des réalités juridiques différentes en fonction des États membres ;
- l'utilisation de 24 langues officielles, entraînant parfois des interprétations différentes (par exemple, les langues n’exprime pas les niveaux d'obligation de la même manière, les mots ont des double sens parfois différents, etc.) ;
- l'interprétation des normes par des institutions nationales entraine également des différences ;
- la Commission européenne n’a pas de rôle de superviseur dans ce domaine. Seule la Cour de justice de l'Union européenne interprète les normes européennes de manière uniforme sur le territoire européen, néanmoins le processus est récent.
- le manque de vision sur le rôle final que doit avoir le droit pénal au sein de l’Union européenne.

## Sources du droit pénal européen

### Principes généraux du droit de l'Union
Les principes généraux du droit de l'Union européenne ont été formulés par la Cour de justice de l'Union européenne qui doit les appliquer lorsqu'elle interprète le droit,. Ces principes sont supérieurs au droit primaire et au droit dérivé.
Ils ont été codifiés dans l'article 6 du traité sur l'Union européenne (TUE) qui dispose :

« Les droits fondamentaux, tels qu'ils sont garantis par la Convention européenne de sauvegarde des droits de l'Homme et des libertés fondamentales et tels qu'ils résultent des traditions constitutionnelles communes aux États membres, font partie du droit de l'Union en tant que principes généraux. »

— Article 6(3) du TUE

#### Droits fondamentaux
La Cour a formulé de manière répétée que les droits fondamentaux faisaient partie intégrante des principes généraux. La Cour reconnait explicitement le contenu de la Convention européenne de sauvegarde des droits de l'homme et des libertés fondamentales comme faisant partie des principes généraux, laquelle est expressément citée à l'article 6(3) du TUE.
La Cour inclut aussi dans ces principes généraux le contenu du Pacte international sur les droits civils et politiques et la Convention sur les droits de l'enfant. Par ailleurs, la Charte des droits fondamentaux de l'Union européenne a, conformément à l'article 6(1), « la même valeur juridique que les traités ».

#### Principes généraux en procédure pénale

##### Procès équitable et droits de la défense
Le droit à un procès équitable, aussi appelé droit de la défense, se distingue des autres droits plus spécifiques. Le respect des droits de la défense est un des principes fondamentaux du droit de l’Union et il doit être respecté.
Les principales jurisprudences relatives aux droits de la défense sont les affaires Hoechst et Dow dans lesquelles l'obligation du défendant de coopérer avec la Commission durant les enquêtes sur d'éventuelles violations du droit européen de la concurrence.

### Droit primaire
Parmi les bases légales du droit pénal européen se trouvent les articles 82 et 83 du TFUE relatifs, respectivement, à la procédure criminelle et au droit pénal européen positif.

#### Articles 26 TFUE et 4(3) TUE
L'article 26 TFUE est une disposition fondamentale du droit pénal européen puisqu'elle crée « un espace sans frontières intérieures dans lequel la libre circulation des marchandises, des personnes, des services et des capitaux est assurée ». Il en résulte qu'un « nouvel ordre juridique », s'imposant aux États membres (et leurs institutions) et aux citoyens, est créé.
L'article 4(3) TUE dispose que les États membres doivent coopérer de manière sincère. Toutefois, la seule obligation applicable au droit pénal européen qui découlait de cette disposition était que les États membres ne devaient pas appliquer leur droit pénal lorsque celui-ci était contraire à certaines dispositions, dont les règles du marché intérieur. Cependant, en 2005 et 2007, la Cour de justice de l'Union européenne a permis que des dispositions pénales soient utilisées pour la mise en œuvre des obligations découlant de normes communautaires. Ainsi, la directive 2008/99 sur la protection de l'environnement prévoit des sanctions pénales en cas de violation de ses dispositions.

#### Articles 67(1) et 67(3) TFUE
L'article 67(1) rappel la disposition de l’article 3(2) du TUE établissant l'espace de liberté, de sécurité et de justice. Le paragraphe 3 de l'article dispose que l'Union assure un « niveau élevé de sécurité par des mesures de prévention de la criminalité, du racisme et de la xénophobie, ainsi que de lutte contre ceux-ci, par des mesures de coordination et de coopération entre autorités policières et judiciaires et autres autorités compétentes, ainsi que par la reconnaissance mutuelle des décisions judiciaires en matière pénale et, si nécessaire, par le rapprochement des législations pénales ».

#### Article 76 TFUE
L'article 76 du TFUE contient les dispositions relatives à l'initiative législative en matière de droit pénal européen. Selon cet article, qui porte sur l’ensemble du titre V du TFUE, l'initiative législative ne repose plus seulement sur la Commission européenne mais peut également provenir d'un quart des États membres.

#### Articles 82 et 83 TFUE
Les articles 82 et 83 du TFUE sont pertinents en droit pénal notamment car ils définissent deux types d'actions différentes au niveau de l'Union : l'harmonisation (intégration positive) et le rapprochement (intégration par la négative, par exemple, la définition des Quatre libertés dont la mise en œuvre dépend des États). Ces deux méthodes nécessitent l'établissement de règles minimales (mais non exhaustives, ce qui signifie que les États membres peuvent les compléter voire en rajouter).
Ainsi, l'article 82 TFUE prévoit des règles minimales pour permettre la reconnaissance mutuelle des jugements et décisions judiciaires, :
- « l'admissibilité mutuelle des preuves entre les États membres » ;
- « les droits des personnes dans la procédure pénale » ;
- « les droits des victimes de la criminalité » ;
- « [des] éléments spécifiques de la procédure pénale » par décision du Conseil après approbation du Parlement européen ;
- « l'adoption des règles minimales » concernant la définition des infractions pénales et les peines encourues.

L'article 82 dispose, de plus, que les États membres ont la possibilité de « maintenir ou d'instituer un niveau de protection plus élevé pour les personnes ». La définition à donner à « niveau [...] plus élevé » est alors problématique. En effet, la décision-cadre 2004/757/JAI établit par exemple des « dispositions minimales relatives aux éléments constitutifs des infractions pénales et des sanctions applicables dans le domaine du trafic de drogue ». Les actions considérées comme répréhensible par cette directive sont listées à l'article 2(1). En fonction de l'interprétation donnée, cette liste serait une liste de comportements qui doivent partout être considérés comme étant des infractions pénales. Selon André Klip, cela pourrait signifier que les États membres peuvent : ajouter des comportements répréhensibles à cette liste dans leurs législations nationales respectives et ; mettre en œuvre de manière plus stricte la répression de ces actes. Klip estime toutefois qu'une différence trop importante dans la mise en œuvre risque d'entrer en conflit avec la liberté de circulation des personnes (par exemple, si les sanctions encourues entre deux États vont de 5 à 10 ans dans l'un et la prison à vie dans l'autre). Il juge de plus cela contraire au principe de proportionnalité.
L'article 83, quant à lui, donne la possibilité de définir « des règles minimales relatives à la définition des infractions pénales et des sanctions dans des domaines de criminalité particulièrement grave revêtant une dimension transfrontière résultant du caractère ou des incidences de ces infractions ou d'un besoin particulier de les combattre sur des bases communes ». Cette disposition vise à rendre la procédure répressive plus efficace face à cette criminalité particulière. L'article les liste de manière exhaustive :
- « le terrorisme »,
- « la traite des êtres humains et l'exploitation sexuelle des femmes et des enfants »,
- « le trafic illicite de drogues »,
- « le trafic illicite d'armes »,
- « le blanchiment d'argent »,
- « la corruption »,
- « la contrefaçon de moyens de paiement »,
- « la criminalité informatique et »
- « la criminalité organisée ».

Toutefois, l'article 83(1), paragraphe 3, laisse la possibilité au Conseil d'ajouter à cette liste d'autres domaines de criminalité par une décision à l'unanimité et après approbation du Parlement européen,.
Enfin, les deux articles prévoient un « frein d'urgence » (le premier au sujet de la procédure pénale et de la coopération en matière pénale ; le second en matière de droit pénal substantif) par lequel une procédure législative ordinaire peut être suspendue et la directive en projet renvoyée au Conseil européen qui décide, sous 4 mois, de renvoyer en maintenant la suspension ou en la levant. Ils prévoient toutefois également la possibilité d'établir une coopération renforcée.

## Compétence de la Cour
La Cour a pour fonction l'interprétation uniforme du droit de l'Union et, pour cela, deux méthodes sont utilisées : lorsque la Commission lance une procédure en manquement contre un État membre qui n'a pas rempli ses obligations découlant des traités, ou lorsque la Cour répond à une question préjudicielle. Dans ce dernier cas, l'interprétation de la Cour permettra aux juridictions nationales d'appliquer le droit de l'Union correctement. Lorsque la Cour décide qu'un instrument est nul et non avenu, les cours nationales doivent se conformer à cette interprétation. La Cour considère « le système judiciaire de l'Union comme un système complet de remèdes et de procédures légales destinées à assurer le contrôle de la légalité des actes des institutions ».

#### Droit
- Traité sur le fonctionnement de l'Union européenne, EUR-Lex, 2016 (lire en ligne)

##### Actes législatifs
- Décision-cadre  2004/757/JAI du Conseil concernant l’établissement des dispositions minimales relatives aux éléments constitutifs des infractions pénales et des sanctions applicables dans le domaine du trafic de drogue, 32004F0757, adoptée le 25 octobre 2004, JO du 11 novembre 2004, p. 8-11, entrée en vigueur le 25 octobre 2004  [consulter en ligne, notice bibliographique]
- Décision-cadre  2008/947/JAI du Conseil concernant l’application du principe de reconnaissance mutuelle aux jugements et aux décisions de probation aux fins de la surveillance des mesures de probation et des peines de substitution, 32008F0947, adoptée le 27 novembre 2008, JO du 16 décembre 2008, p. 102-122, entrée en vigueur le 16 décembre 2008  [consulter en ligne, notice bibliographique]

##### Jurisprudence
- Arrêt de la Cour : Commission des Communautés européennes contre Conseil de l'Union européenne, 13 septembre 2005 (lire en ligne)

#### Ouvrages spécialisés
- (en) André Klip, European Criminal Law : An integrative approach, Cambridge-Anvers-Portland, Intersentia, 2012, 2e éd., 580 p. (ISBN 978-1-78068-001-9)
- Jean Pradel, Geert Corstens et Gert Vermeulen, Droit pénal européen, Paris, Dalloz, 23 avril 2009, 834 p. (ISBN 978-2-247-07150-0)
- (en) Takis Tridimas, The General Principles of EU Law, Oxford University Press, 2007, 2e éd., 591 p. (ISBN 978-0-19-922768-6)